# Округ Рио Бланко (Колорадо)
Рио Бланко (енгл. Rio Blanco County) је округ у америчкој савезној држави Колорадо. По попису из 2010. године број становника је 6.666. Седиште округа је град Микер.

## Демографија
Према попису становништва из 2010. у округу је живело 6.666 становника, што је 680 (11,4%) становника више него 2000. године.
| Група             | 2000.         | 2010.         |
| Белци             | 5.546 (92,6%) | 5.756 (86,3%) |
| Афроамериканци    | 11 (0,2%)     | 50 (0,8%)     |
| Азијати           | 17 (0,3%)     | 22 (0,3%)     |
| Хиспаноамериканци | 296 (4,9%)    | 665 (10,0%)   |
| Укупно            | 5.986         | 6.666         |